# Синеус
Синеус, також Сінєус (Сівар) — легендарний брат Рюрика та Трувора, яких за літописом «Повість временних літ» новгородські словени, меря, кривичі та весь запросили на княжіння. За переказом княжив на Білоозері.
В Іпатіївському літописі зазначено: «І прийшли вони спершу до словен, і поставили город Ладогу. І сів у Ладозі найстарший [брат] Рюрик, а другий, Сінєус, — на Білім озері, а третій, Трувор,— в [городі] Ізборську.»
Етимологія імені не з'ясована. За поширеною версією Бориса Рибакова імена братів Рюрика є передачею шведського sine hus (з родом своїм) та thru varing (з вірною дружиною), тобто літописець через нерозуміння цього зробив неправильні висновки і створив міфічних персонажів, яких не існувало. Але скоріше за все, брати існували, але їхні імена були іншими. Існує Білоозерська легенда, зафіксована в джерелах XVI ст., яка пов'язує Синеуса не з Білоозером, а з Кістемою, що, на думку дослідників, підвищує її історичність. Менш імовірною є слов'янська етимологія від «синій вус».
За літописами брати Рюрика померли одного року. Повѣсть временныхъ лѣт стверджує, що це сталося 864; Ніконівський літопис вказує на 870.